# Sikfors, Hällefors kommun
Sikfors är en by i Hällefors socken i Hällefors kommun, Västmanland (Örebro län) några kilometer nordost om Hällefors. Fram till 2015 avgränsade SCB här en småort. Småorten upplöstes då orten inte längre uppfyllde SCB krav på småorter.
Sikfors är belägen mellan sjöarna Norr- och Sör-Älgen, och genom samhället rinner en å, Sikforsån. Orten ligger i en dal mellan två höjder och riksväg 63:s dragning rakt genom bebyggelsen är upphov till många fortkörningar efter de branta nerförsbackarna på båda sidorna om byn. Bergslagsbanan passerar även byn.

## Historia

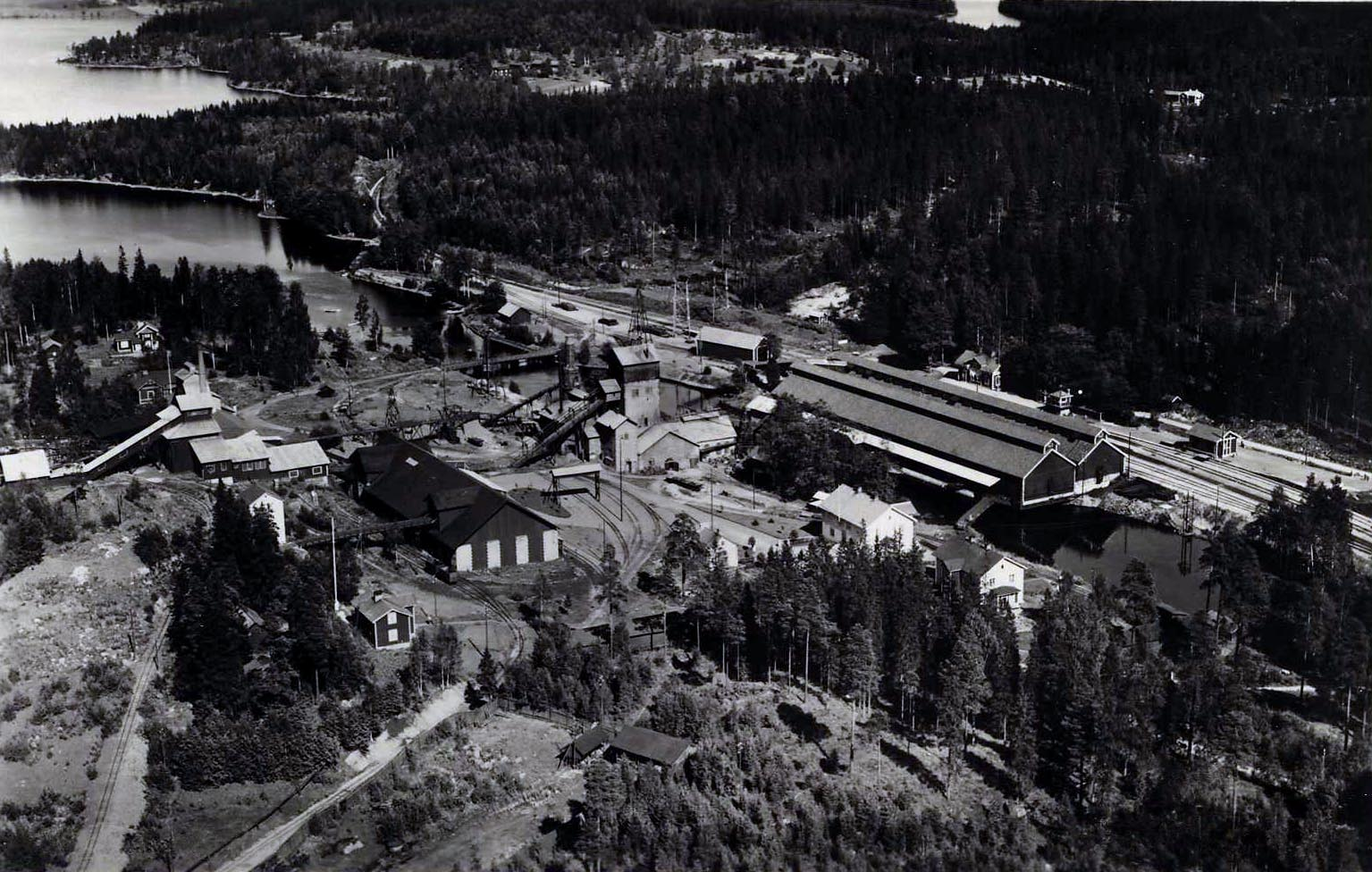
Sikfors bruk i början av 1930-talet.

Området kring den nuvarande byn fick inte fast bosättning förrän omkring år 1600. Vid vattendraget mellan sjöarna Norr-Älgen och Sör-Älgen anlades en hytta av finnar på 1630-talet. År 1646 gavs även tillstånd att uppföra en hammare. På 1660-talet sålde bergsmännen större delen av bruket till bergmästaren Otto Lybecker. Han sålde 1672 hela Sikfors hammare och 11/18 i hyttan, där bergsmännen ännu ägde andelar, till assessorn Henrik Jakob Hildebrand. I dess släkt förblev det fram till 1809, då det genom arv och testamente övergick till släkten Bonde. Carl Carlsson Bonde sålde efter några år Sikfors till kammarherren Wilhelm Virgin. Han sålde det 1829 till kapten Axel Uggla, som bland annat kom att bygga den nuvarande bruksherrgården (omkring 1849). 
Efter Axel Ugglas död innehades bruket av ett sterbhus, som 1872 bildade Sikfors Bruks AB. Disponent blev sonen Carl Johan Reinhold Uggla, och efter hans död såldes hela bolaget år 1895 till Hellefors Bruks AB. Sikfors Bruks AB omfattade då järnbruk med gruvor, samt skogar, jordbruk och mjölkvarn. Bruket kom att utvecklas och expandera kraftigt, och bestod 1914 av hytta med anriknings- och briketteringsverk, kvarn, såg samt egen kraftstation. Till bruket hörde även gruvor i Sirsjöberg från vilka det gick en linbana till Sikfors. Hela bolaget taxerades till 377 000 kr. År 1916 uppgick Sikfors Bruks AB helt i Hellefors Bruks AB, som året innan blivit ett dotterbolag till Wargöns AB. 
Efter att gruvan i Sirsjöberg lagts ned 1949 inköptes järnmalm från bl.a. Persbergs gruvor för att förse industrianläggningarna i Sikfors som var i drift i ytterligare ett par år. 1953 lades hyttan och sinterverket ned. Anrikningsverket lades ned 1959. Större delen av industrianläggningarna vid Sikfors bruk revs sedan under 1961 och 1964. 
Sedan nedläggningen av bruket har invånarantalet i Sikfors sjunkit och både affär och Folkets hus har försvunnit.

### Befolkningsutveckling
| Befolkningsutvecklingen i Sikfors 1950–2010                   | Befolkningsutvecklingen i Sikfors 1950–2010 | Befolkningsutvecklingen i Sikfors 1950–2010 | Befolkningsutvecklingen i Sikfors 1950–2010 | Befolkningsutvecklingen i Sikfors 1950–2010 |
| ------------------------------------------------------------- | ------------------------------------------- | ------------------------------------------- | ------------------------------------------- | ------------------------------------------- |
|                                                               |                                             |                                             |                                             |                                             |
| År                                                            |                                             |                                             | Folkmängd                                   | Areal (ha)                                  |
| 1950                                                          | 1950                                        |                                             | 352                                         |                                             |
| 1960                                                          | 1960                                        |                                             | 250                                         |                                             |
| 1990                                                          | 1990                                        |                                             | 84                                          | 18#                                         |
| 1995                                                          | 1995                                        |                                             | 82                                          | 32#                                         |
| 2000                                                          | 2000                                        |                                             | 87                                          | 30#                                         |
| 2005                                                          | 2005                                        |                                             | 80                                          | 30#                                         |
| 2010                                                          | 2010                                        |                                             | 63                                          | 29#                                         |
| Anm.: Upphörde som tätort 1965. Ej småort 2015. # Som småort. |                                             |                                             |                                             |                                             |

## Samhället
På en kort sträcka genom byn passeras Sikfors Ridskola samt Sikfors herrgård som drivs som konferensanläggning med restaurangrörelse, och strax intill finns Sör-Älgens Camping med friluftsbad.